# Cmentarz żydowski w Boleszkowicach (powiat myśliborski)
Cmentarz żydowski w Boleszkowicach – znajduje się kilkaset metrów na płd.-zach. od Boleszkowic, przy drodze Boleszkowice – Namyślin w lesie po prawej stronie, ok. 50 m od drogi. Na terenie o wymiarach 27 x 28 m ogrodzonym zniszczonym kamiennym murem znajdują się macewy oraz fragmenty przyściennego nagrobka. Najstarsza odczytana data pochówku na zachowanym nagrobku to 1853. W wyniku dewastacji większość macew zachowana jest we fragmentach. Kirkut w 1997 roku został uporządkowany i oznakowany. W 2018 został wpisany na listę zabytków. 